# Robert William Genese
Robert William Genese (Dublin, 1848 – 1928) foi um matemático irlandês.
Introduziu ideias matemáticas de Hermann Grassmann na Inglaterra (pré-campo do cálculo vetorial).
Foi palestrante convidado do Congresso Internacional de Matemáticos em Heidelberg (1904: On some useful theorems in the continued multiplication of a regressive product in real four-point space) e em Roma (1908: The method of reciprocal polars applied to forces in space).

## Publicações selecionadas
- "Suggestions for the Practical Treatment of the Standard Cubic Equation, and a Contribution to the Theory of Substitution." The Mathematical Gazette 9, no. 129 (1917): 65–69. doi:10.2307/3603498
- "On the Theory of the Plane Complex with Simple Geometrical and Kinematical Illustrations." The Mathematical Gazette 11, no. 164 (1923): 293–301. doi:10.2307/3603761
- "A Simple Exposition of Grassmann's Methods." The Mathematical Gazette 13, no. 189 (1927): 373–391. doi:10.2307/3604329